# Адміністративний поділ Гонконгу
Гонконг складається з 18 округів:

Округи спеціального адміністративного району Гонконг: 1. Айлендс; 2. Кхуайчхін; 3. Північний; 4. Сайкун; 5. Сатхінь; 6. Тайпоу; 7. Чхюньвань; 8. Тхюньмунь; 9. Юньлон; 10. Коулун-Сіті; 11. Куньтон; 12. Самсьойпоу; 13. Вонтайсінь; 14. Яучіммон; 15. Центральний-Західний; 16. Східний; 17. Південний; 18. Ваньчай

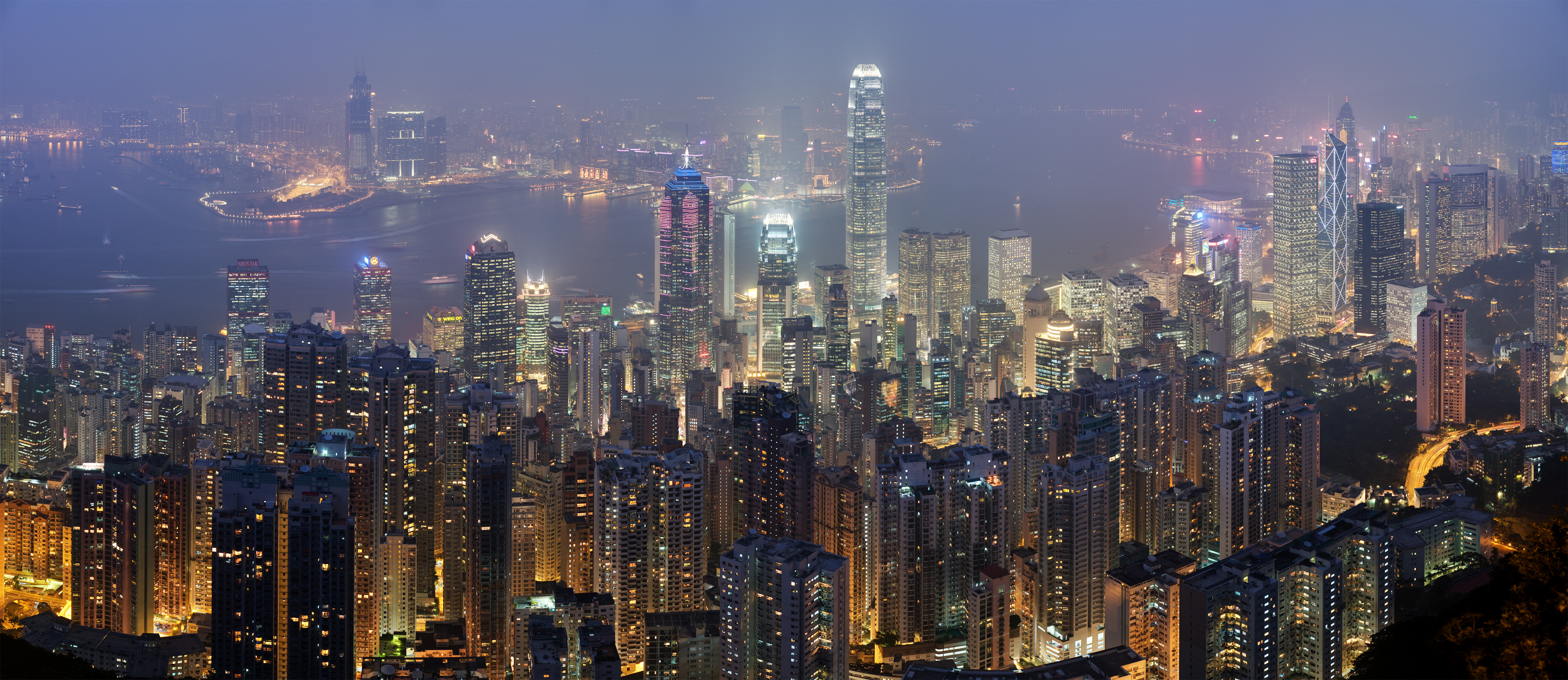
Гонконг

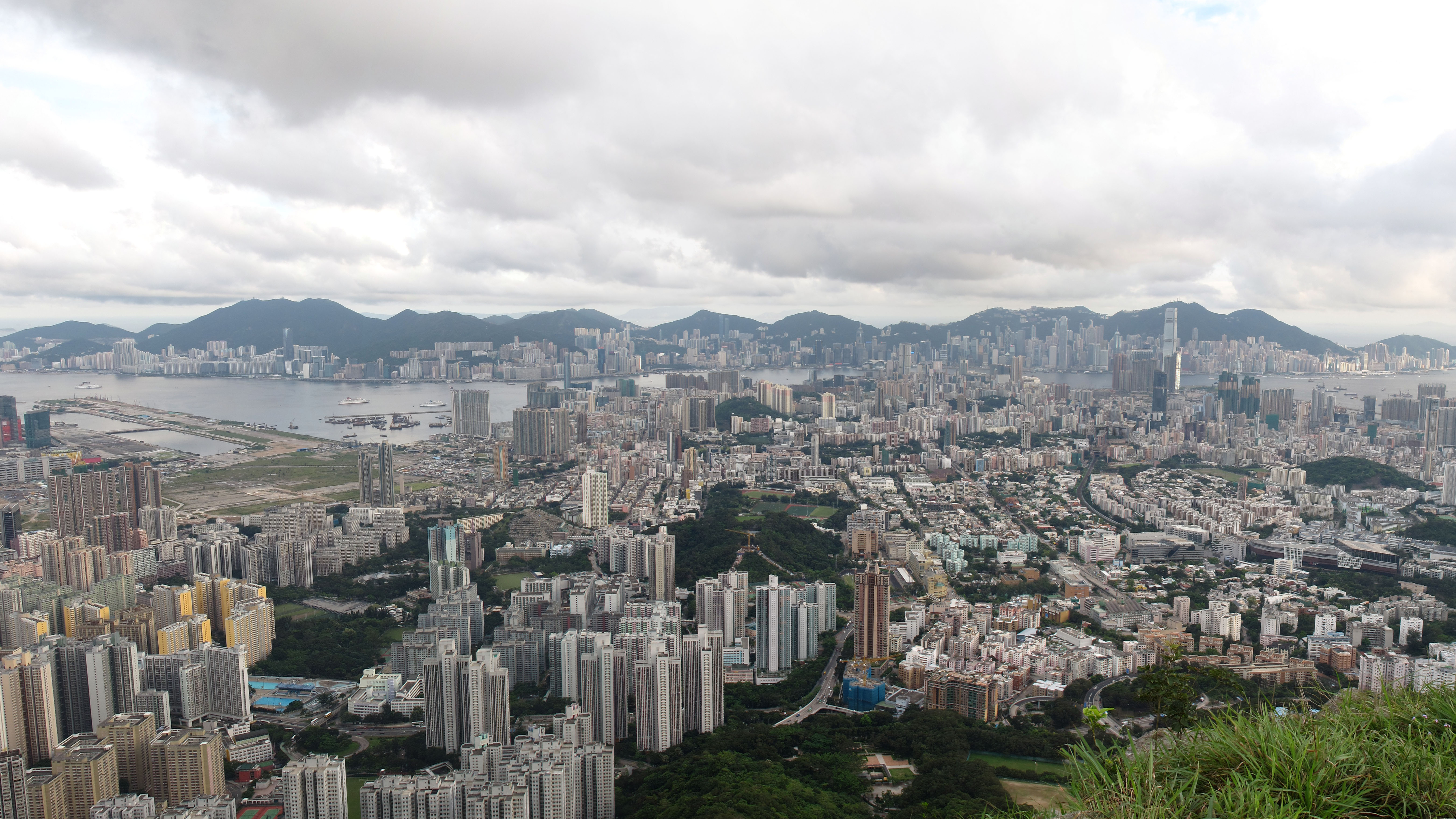
Коулун

Острів Гонконг (Hong Kong Island, 香港島) — населення 1,268 млн. чоловік, площа 79,68 км².
- Центральний та Західний (Central and Western, 中西區) — населення 250 тис. чоловік, площа 12,44 км².
- Ваньчай (Wan Chai, 灣仔區) — населення 155 тис. чоловік, площа 9,83 км².
- Східний (Eastern, 東區) — населення 588 тис. чоловік, площа 18,56 км².
- Південний (Southern, 南區) — населення 275 тис. чоловік, площа 38,85 км².

Коулун (Kowloon, 九龍) — населення 2,022 млн. чоловік, площа 46,93 км². 
- Яучімвон, Яу-Цім-Монг (Yau Tsim Mong, 油尖旺區) — населення 281 тис. чоловік, площа 6,99 км².
- Самсьойпоу, Шам-Шьой-По (Sham Shui Po, 深水埗區) — населення 366 тис. чоловік, площа 9,35 км².
- Коулун-Сіті (Kowloon City, 九龍城區) — населення 363 тис. чоловік, площа 10,02 км².
- Вонтайсінь, Вонг-Тай-Сін (Wong Tai Sin, 黃大仙區) — населення 424 тис. чоловік, площа 9,3 км².
- Куньтон, Квун-Тонг (Kwun Tong, 觀塘區) — населення 588 тис. чоловік, площа 11,27 км².

Нові Території (New Territories, 新界) — населення 3,576 млн. чоловік, площа 952,64 км². 
- Кхуайчхін, Квай-Цінг (Kwai Tsing, 葵青區) — населення 524 тис. чоловік, площа 23,34 км².
- Чхюньвань, Цюн-Ван (Tsuen Wan, 荃灣區) — населення 289 тис. чоловік, площа 61,71 км².
- Тхюньмунь, Тюн-Му (Tuen Mun, 屯門區) — населення 502 тис. чоловік, площа 82,89 км².
- Юньлон, Юн-Лон (Yuen Long, 元朗區) — населення 534 тис. чоловік, площа 138,46 км².
- Північний (North, 北區) — населення 281 тис. чоловік, площа 136,61 км².
- Тайпоу, Тай-По (Tai Po, 大埔區) — населення 294 тис. чоловік, площа 136,15 км².
- Сатхінь, Ша-Тін (Sha Tin, 沙田區) — населення 608 тис. чоловік, площа 68,71 км².
- Сайкун, Сай-Кунг (Sai Kung, 西貢區) — населення 407 тис. чоловік, 129,65 км².
- Айлендс (Islands, 離島區) — населення 137 тис. чоловік, площа 175,12 км².

Кожен округ представлений окружним зборами, які дають поради уряду Гонконгу з питань місцевого значення, що стосуються громадських установ, програм розвитку округу, культурних заходів і захисту довкілля. За координацію дій окружної влади та інформування населення про плани та дії уряду відповідає Департамент внутрішніх справ. Він здійснює спілкування з населенням на місцях через органи відповідних округів.
Крім офіційного поділу на округи, в повсякденному житті мешканці Гонконгу традиційно користуються географічною прив'язкою до неформальним районам. Також на території САР де-факто існують декілька міст і селищ, проте вони не володіють формальним адміністративним статусом, будучи всього лише частиною одного з округів. Історичні межі Вікторії, Коулуна та Нового Коулуна прописані в законах, проте вони більше не володіють юридичними та адміністративними повноваженнями.